# هریش-چاندرا
 هریش-چاندرا (انگلیسی: Harish-Chandra؛ زاده ۱۱ اکتبر ۱۹۲۴ درگذشته ۱۶ اکتبر ۱۹۸۳) یک دانشمند در زمینه ریاضیات و فیزیک اهل هند بود.